# Агульские Белки
Агу́льские Белки́ — горный хребетв Восточном Саяне, большей частью на территории Иркутской области и частично в Красноярском крае. К западу от Агульских Белков Восточный Саян продолжается Канским Белогорьем, а к востоку — Джуглымским хребтом.

## Топонимика
Название происходит от «белки» — «вершины гор, покрытые снегом», и расположению в верховьях реки Агул.

## География
Средняя высота составляет 2000 м, максимальная — 2626 м. Хребет длиной около 50 км сложен кристаллическими известняками, сланцами, доломитами. Рельеф высокогорный. Имеются ледники. На склонах хребта темнохвойная тайга, на вершинах — каменистые россыпи.
У западной оконечности Агульских Белков находится Кинзелюкский водопад.